# Heteropelma arcuatidorsum
Heteropelma arcuatidorsum är en stekelart som beskrevs av Wang 1984. Heteropelma arcuatidorsum ingår i släktet Heteropelma och familjen brokparasitsteklar. Inga underarter finns listade i Catalogue of Life.